# 뉴 월드 오더 (프로레슬링)

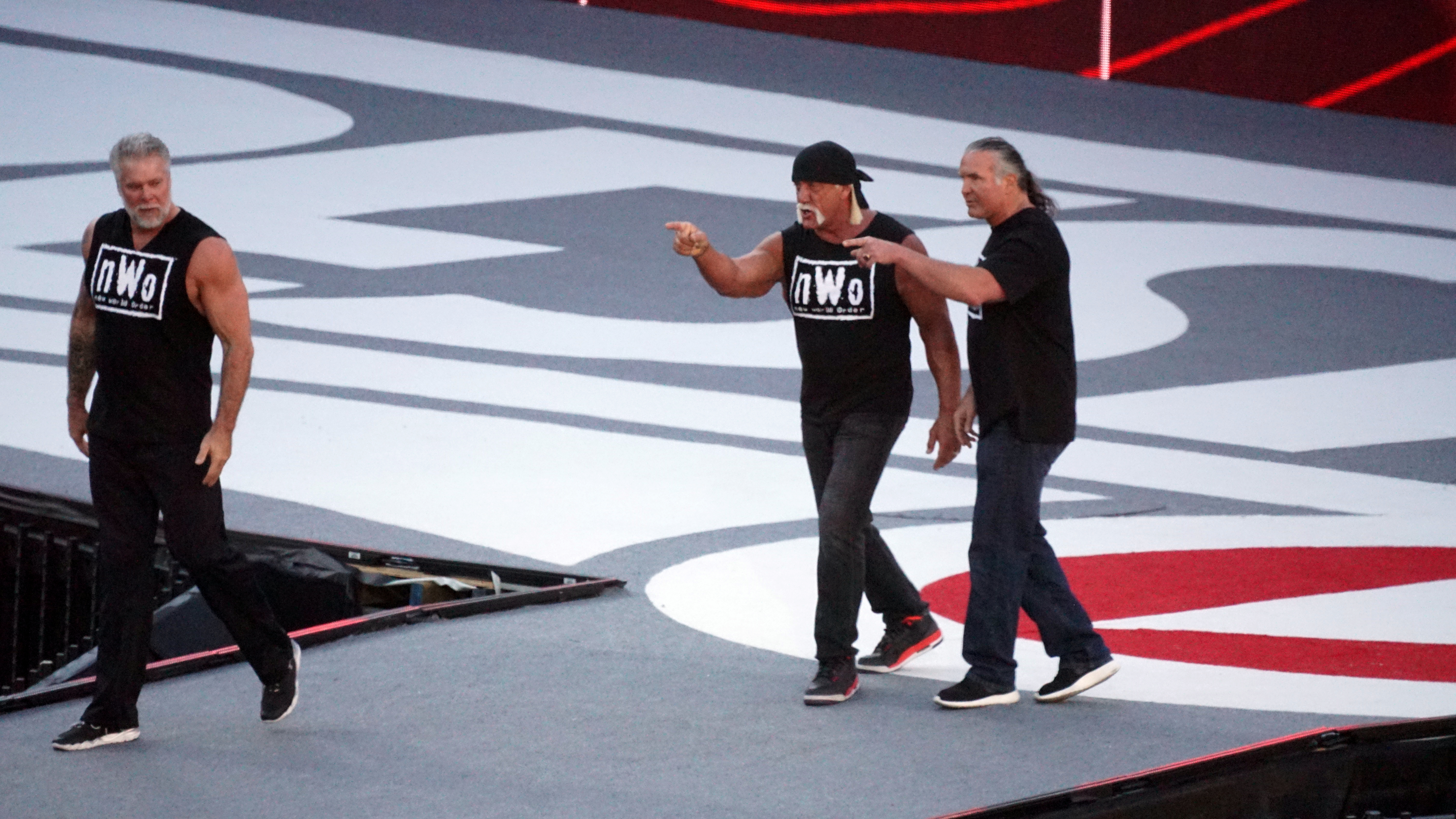

뉴 월드 오더(New World Order, nWo)는 WCW, 신일본 프로레슬링, WWE에 등장한 프로레슬링 태그팀이다. 미국에서는 "nWo 티셔츠"를 입은 사람이 거리에 넘치게 되는 사회 현상으로까지 이어졌다.
WCW 배쉬 앳 더 비치 (1996)에서 스캇 홀, 케빈 내쉬, 헐크 호건으로 처음 결성되었다.